# Хайош, Дьёрдь
Дьёрдь Ха́йош (венг. Hajós György; 21 февраля 1912, Будапешт — 17 марта 1972, Будапешт) — венгерский математик и популяризатор. Член Венгерской академии наук.
До 1935 года работал в гимназии учителем, затем в Будапештском техническом университете (assistant lecturer, lecturer, private tutor).
Разрабатывал теорию групп, в 1941 году доказал геометрическую гипотезу Германа Минковского с помощью геометрических средств. Доказательство было опубликовано в журнале «Geometrie der Zahlen».
Также занимался теорией графов; известна гипотеза Хайоша о раскраске географических карт. 
Член Германской Академии Естествоиспытателей (Deutsche Akademie der Naturforscher Leopoldina) (с 1967).
Член исполнительного комитета Международного математического союза. Президент Математического общества имени Януша Бойяи (1963—1972).